# ميك ديفيس
ميك ديفيس (بالإنجليزية: Mick Davis)‏ هو كاتب سيناريو ومخرج بريطاني، ولد في 1 أغسطس 1961 في غلاسكو في المملكة المتحدة.

## وصلات خارجية
- ميك ديفيس على موقع IMDb (الإنجليزية)
- ميك ديفيس على موقع ألو سيني (الفرنسية)
- ميك ديفيس على موقع أول موفي (الإنجليزية)
- ميك ديفيس على موقع قاعدة بيانات الأفلام السويدية (السويدية)
- ميك ديفيس على موقع قاعدة بيانات الفيلم (الإنجليزية)
- ميك ديفيس على موقع كينوبويسك (الروسية)